# Cacopsylla bagnalli
Cacopsylla bagnalli är en insektsart som först beskrevs av Heslop-harrison 1915.  Cacopsylla bagnalli ingår i släktet Cacopsylla och familjen rundbladloppor. Inga underarter finns listade i Catalogue of Life.